# Meike de Nooy
Meike de Nooy (Eindhoven, 2 maggio 1983) è una pallanuotista olandese, vincitrice di una medaglia d'oro ai giochi olimpici di Pechino 2008.